# De potloodmummie
De potloodmummie is het 102de stripverhaal van De Kiekeboes. De reeks wordt getekend door striptekenaar Merho. Het album verscheen in augustus 2004.

## Verhaal
Terwijl Jens in de Verenigde Staten zit voor een congres, gaat de familie Kiekeboe op reis naar Jordanië. Charlotte Kiekeboe heeft deze reis gewonnen, omdat ze de miljoenste bezoeker van het oudheidkundig museum was. Op een van hun uitstappen ginds, krijgen ze een unieke archeologische vondst te zien: de mummie van de legendarische Egyptische farao Dia Reh, opgegraven in Jordanië. Maar als Konstantinopel potloodsporen ontdekt, blijkt er veel meer aan de hand te zijn. De mummie is niet echt, maar een vervalsing, om veel geld op te brengen. Bovendien bevat het het lichaam van Thor Nadoo, de beroemde oceanograaf, die in koelen bloede is vermoord.

## Foutje
Op strook 82 heeft Fanny een doek voor haar mond gebonden. In strook 83 is de doek verdwenen, maar één strookje verder heeft ze de doek weer om.

## Achtergrond van het verhaal
Merho baseerde een deel van het verhaal op het bericht over Persian Princess, een Perzische mummie die in Pakistan zou zijn ontdekt, maar later een vervalsing bleek te zijn.
Het andere deel is gebaseerd op een reportage over historisch onderzoek naar de locatie van de Bijbelse steden Sodom en Gomorra, die zich op de bodem van de Dode Zee zouden bevinden.

## Trivia
- Strook 3: Oceanograaf Thor Nadoo is een woordspeling op tornado en de Noorse wetenschapper Thor Heyerdahl.
- S.6: Leander Thaler is een woordspeling op neanderthaler
- S.11: Roberto Di Hero is een woordspeling op Robert De Niro
- S.14: "Anna, Tom Mie" is een woordspeling op anatomie
- S.14: Sir Lockhomes is een woordspeling op Sherlock Holmes
- S.14: "De heer en mevr. Raes-Callen" is een woordspeling op raaskallen
- S.14: Jada Salwel is een woordspeling op "Ja, dat zal wel!"
- S.26: Farao Dia Reh is een woordspeling op diarree (cf. ook "de vloek van Dia Reh" in strook 59)
- S.43: Sabbam Wustein is een woordspeling op woestijn en Saddam Hoessein